# Sông Vàm Sát
Sông Vàm Sát là một con sông nhỏ thuộc huyện Cần Giờ, Thành phố Hồ Chí Minh, Việt Nam.

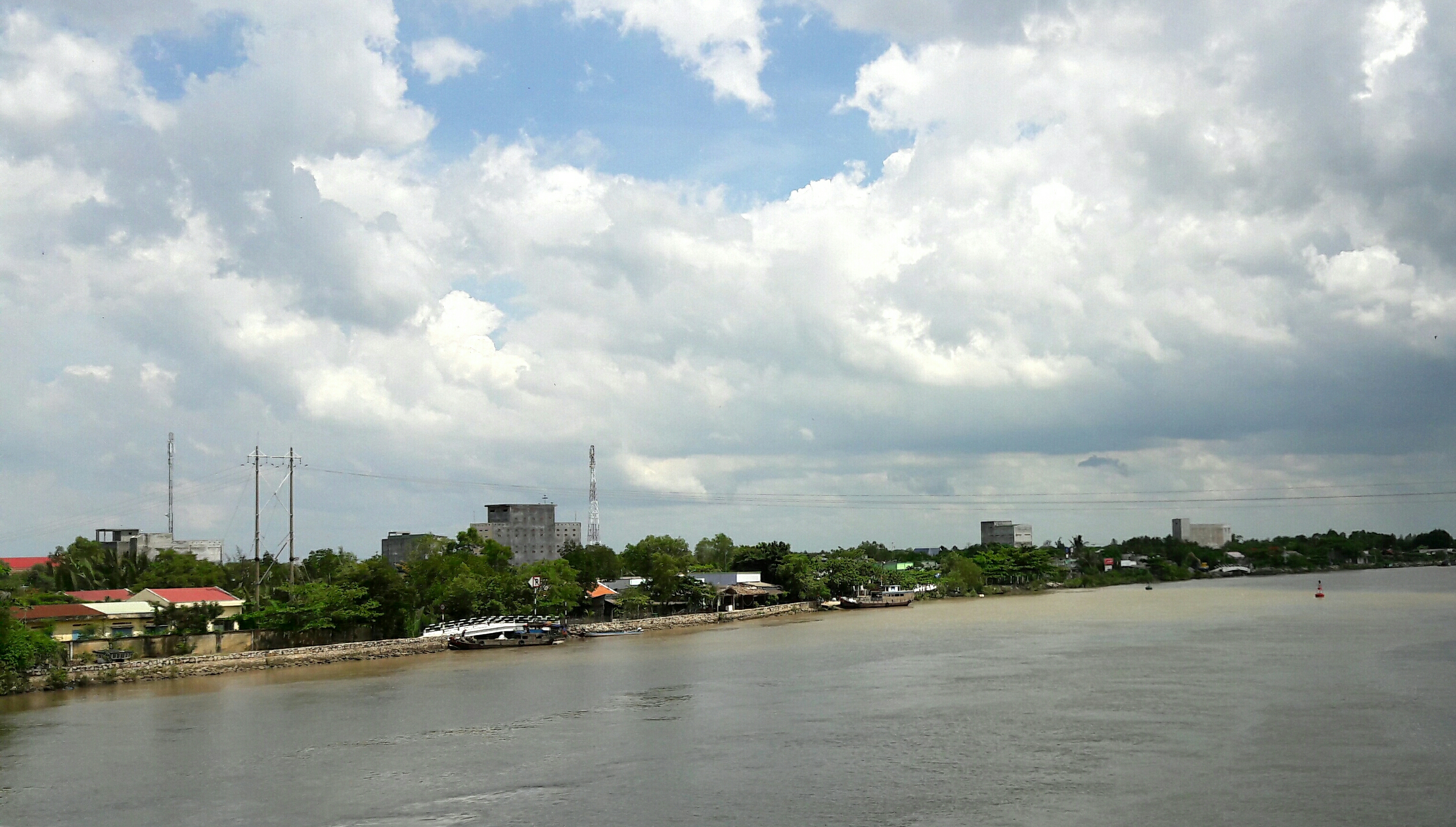
Sông Vàm Sát nhìn từ cầu Vàm Sát

Sông chảy tách ra từ sông Soài Rạp tại địa phận xã Lý Nhơn, huyện Cần Giờ, quanh co theo hướng đông nam rồi nhập vào sông Đồng Tranh đổ ra biển tại vịnh Đồng Tranh. Sông có chiều dài khoảng 25 km, hai bên bờ sông là rừng ngập mặn Vàm Sát. Trên sông này có cầu Vàm Sát.